# Albánia az ókorban

## Az illír kor
Az indoeurópai nyelvet beszélő, törzsi társadalomba szerveződő illírek Kr. e. 1000 körül, a bronzkor végén és a vaskor hajnalán tűntek fel a Balkán-félsziget nyugati vidékein. Számos, feltehetően nyelvjárásukban is elkülönülő törzsre oszlottak, ezek közül a jelentősebbek: autariaták (Autariates), dalmaták (Dalmatae), dardánok (Dardani), japidok (Iapydes), labeátok (Labeates), messzápok (Messapii), pannonok (Pannoni), taulantok (Taulanti). Az Isztrosz (ma Duna), Szavosz (Száva), Margosz (Morava) folyók és az Adriai-tenger, illetve a Šar-hegység közötti terület nagy részét benépesítették az elkövetkező évezredben. Egyes csoportjaik (például messzápok, japidok) Itáliába is eljutottak. Műveltségüket a régészet a hallstatti kultúrával rokonítja. Nagy részük mezőgazdasági tevékenységet folytatott (szarvasmarha- és lótartás, szántóművelés) és terményeivel kereskedett, de jelentékeny volt bronz- és vas-, később rézművességük is. A szétaprózott törzseket az öregek tanácsa (bulé) által választott törzsfők irányították, akik időről időre összecsaptak a szomszédos törzsekkel és kérészéletű királyságokat alapítottak. Emellett gyakran folytattak háborút szomszédaikkal, a görögökkel, a paionokkal és a trákokkal, és illír kalózok portyáztak Adria-szerte is.

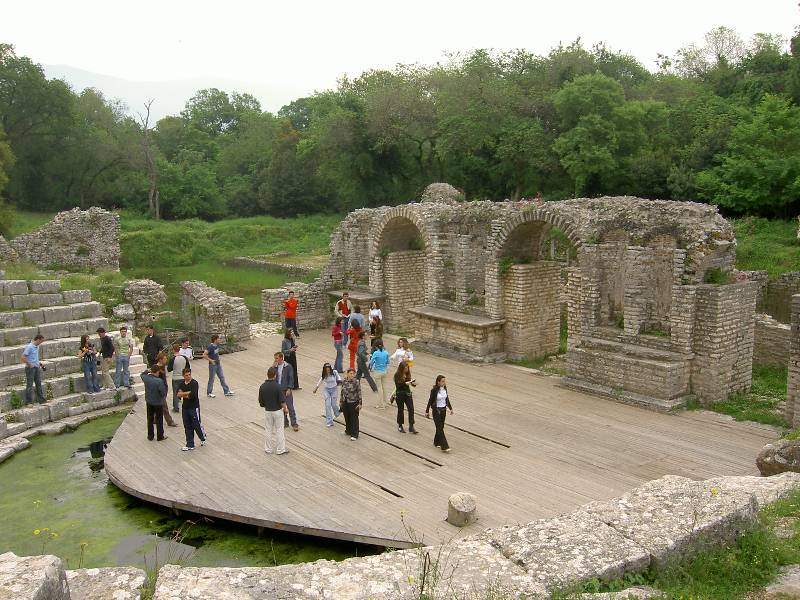
A buthrótoni görög színház romjai (i. e. 3. század)

A Kr. e. 7–6. században főleg korinthoszi és kerkürai görögök alapítottak városokat az illírek lakta partvidéken (például Epidamnosz, Apollónia, Lisszosz), és bár a helyi illíreket asszimilálták vagy rabszolgasorba taszították, a hegyvidéki, illetve a kalózkodó törzsek gyakran intéztek támadásokat a görög kolóniák ellen. A Kr. e. 4. században az illír törzsek sokaságából kiemelkedett az I. Bardülisz vezetésével Kr. e. 385-ben alapított királyság, amely sokáig sikeres háborút folytatott a part menti görög telepesek és a makedónok ellen. Kr. e. 359-ben azonban a makedón II. Philipposz megverte az illíreket, majd Kr. e. 335-ben fia, Nagy Sándor futamította meg Kleitosz seregét. Ezt követően az illírek részt vettek Nagy Sándor perzsiai hadjáratában, de annak Kr. e. 323-ban bekövetkezett halála után függetlenítették magukat a makedónoktól. Glaukiasz király Kr. e. 312-ben kerkürai segítséggel elfoglalta Epidamnoszt.
Kr. e. 250-ben Agrón király egyesítette az illír törzseket és kiterjesztette az Illír Királyság területét. Szkodrát tette meg fővárosának, és az illír városok és kikötők védelmében hatalmas sereget és hadiflottát szervezett. Uralma Dalmáciától az Aóosz folyóig terjedt, magában foglalta a mai Hercegovinát, Montenegrót és Észak-Albániát. Halála után, Kr. e. 231-ben özvegye, Teuta lett az illírek de facto uralkodója. Fokozta a szomszédos népek elleni katonai nyomást, ám a római kereskedelmi hajókat is kifosztó illír kalózok rajtaütései kiváltották a Római Birodalom haragját, s az első római–illír háború során, Kr. e. 229 és 228 között megsemmisítő vereséget mért Teutára.

## A római kor

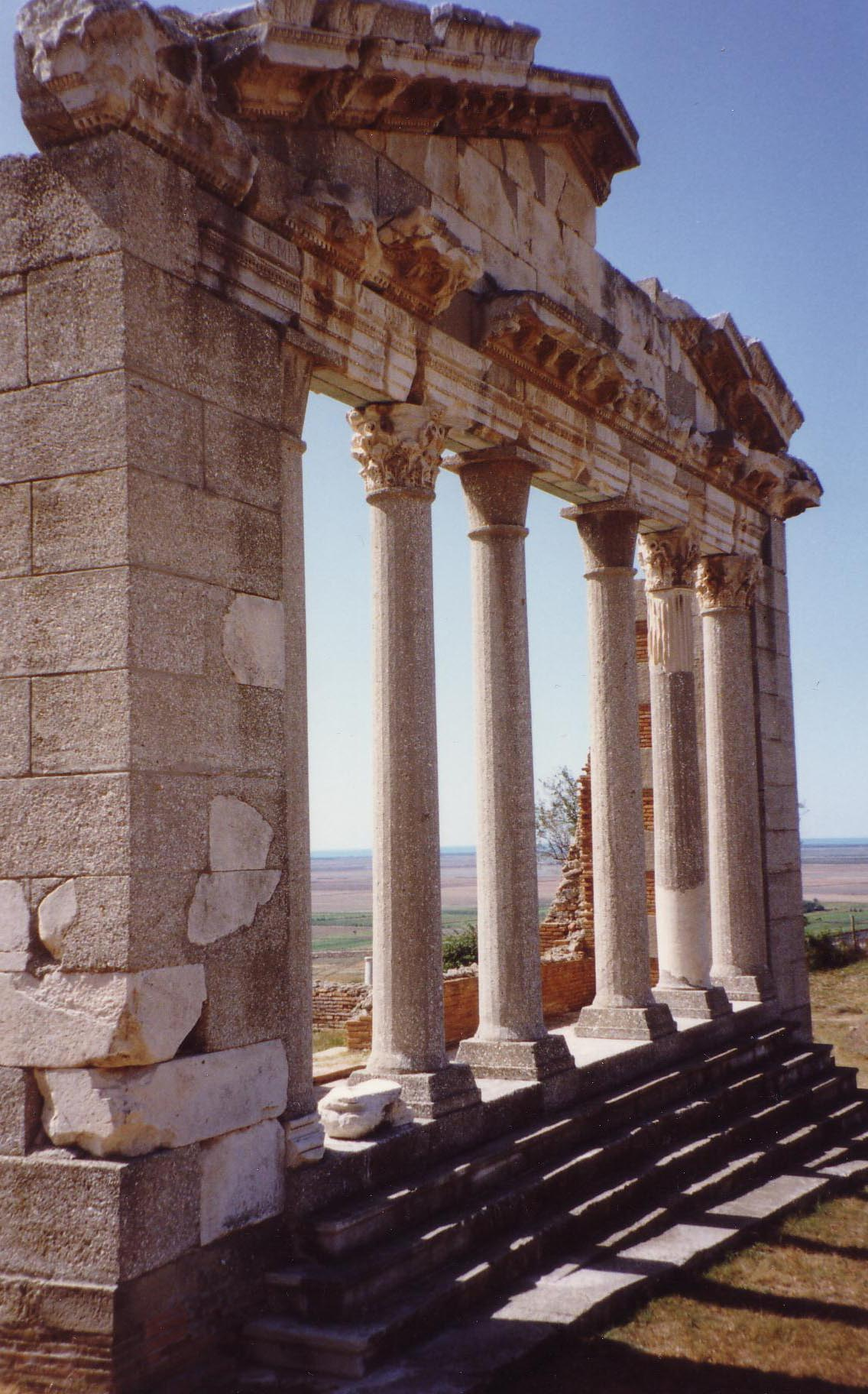
Római kori emlék Apollóniában

A Kr. e. 219-es második római–illír háborúban a Római Birodalom lerohanta a Narenta (Neretva) menti illír településeket. Újabb győzelmet arattak felettük Kr. e. 168-ban, amelynek során a rómaiak Szkodránál elfogták Genthiosz illír királyt. Egy évszázaddal később, Kr. e. 48-ban Julius Caesar és Pompeius Dyrrachiumnál vívták meg a római polgárháború döntő ütközetét. A római fennhatóság a Nyugat-Balkánon Tiberius uralma alatt erősödött meg, aki Kr. u. 9-ben átszervezte a régió közigazgatását, és a mai Albánia területe három provincia – Macedonia, Dalmatia és Epirus – metszéspontjába került.
Mintegy négy évszázadon keresztül a római jelenlét gazdasági és kulturális felemelkedést hozott az illírek lakta területekre. A hegyek között élő nemzetségfők megtarthatták lokális hatalmukat, de egyúttal elismerték a Római Birodalom fennhatóságát. A tengerparti sávban a rómaiak számos katonai tábort és kolóniát alapítottak, és latinizálták a helyi lakosságot. Emellett aquaeductusokat és utakat építettek (a korábbi illír katonai és kereskedelmi út helyén kiépítették a Dyrrachiumtól Bizáncig vezető Via Egnatiát), réz-, aszfalt- és ezüstbányákat nyitottak, s illír borok, sajtok, halak kerültek a rómaiak asztalára. Az illírek lakta terület kulturális központja Apollonia volt, ahova Julius Caesar is elküldte taníttatni unokaöccsét, a későbbi Augustus császárt. Az illírek közül kiemelkedő karriert befutó katonák harcoltak a római légióban, illetve lettek tagjai a pretoriánus őrségnek. Néhány római császár – Traianus Decius, II. Claudius, Aurelianus, Probus, Diocletianus és I. Constantinus – szintén illír származású volt.

## Kereszténység
A kereszténység nagyon korán, már a Kr. u. 1. században megjelent az illírek lakta területeken. A legenda szerint maga Szent Pál is meglátogatta Dyrrachium városát. I. Theodosius 379-ben Illyricum Orientale részeként három püspökségre osztotta a vidéket: Nicopolis székhellyel Epirus Vetus, Dyrrachium székhellyel Epirus Nova és Scodra székhellyel Praevalitania lett egyházkerület. A Római Birodalom 395-ös kettészakadásával a Drinustól keletre lévő terület – beleértve a mai Albániát – a Keletrómai Birodalomhoz került, de felekezeti értelemben a kereszténység római ágához tartozott.